# Alsóhomoród
Alsóhomoród (németül Hamroth) település Romániában, Szatmár megyében.

## Fekvése
Szatmárnémetitől délkeletre, Ivácskó és Szinfalu közt fekvő település.

## Nevének eredete
Nevét a Homoród pataktól kapta.

## Története
1390 után az Erdőalja kerületbe tartozó királyi falu volt, melyet Mária királynő  adományozott Szász fiainak, Balk mesternek és Drág vajdának a Bélteki és Drágfi családok őseinek és Jánosnak.
1424-ben Bélteki Balk fia: Sandrin László és János nevű fiai és Drág fiai: György és Sandrin
osztozkodtak rajta.
A 3 részből álló Homoród nevű birtokból Felsőhomoród a Bélteki fiaknak, Nagyhomoród és Megyerlehomoród Drág fiainak jutott.
Alsóhomoród határában volt Rentye Homoród, mely a fennmaradt hagyományok és Pesty Frigyes (1868) adatai szerint a "föld által elnyeletett". 
Engel adatai szerint Rentehomoród=Megyerlehomoród.
A 20. század elején Szatmár vármegye Erdődi járásához tartozott.
1910-ben 933 lakosából 120 magyar, 749 német, 57 román volt. Ebből 768 római katolikus, 56 görögkatolikus, 87 izraelita volt. 2002-ben 312 román, 27 magyar és 27 német lakta.